# Jabaloyas
Jabaloyas (aragónul Chabaloyas) település Spanyolországban, Teruel tartományban. Jabaloyas Alobras, Albarracín és Tormón községekkel határos. Lakosainak száma 63 fő (2024).

## Népesség
A település népessége az utóbbi években az alábbiak szerint változott:
| Lakosok száma | 85   | 79   | 85   | 89   | 83   | 73   | 68   | 63   | 65   | 63   |
|               | 2001 | 2004 | 2007 | 2009 | 2012 | 2014 | 2017 | 2019 | 2022 | 2024 |